# Église Saint-Martin de Montaigu-la-Brisette
Pour les articles homonymes, voir Église Saint-Martin.
L'église Saint-Martin de Montaigu-la-Brisette est un édifice catholique qui se dresse sur le territoire de la commune française de Montaigu-la-Brisette, dans le département de la Manche, en région Normandie.
L'église et l'enclos paroissial sont inscrits au titre des monuments historiques.

## Localisation
L'église est située au milieu d'un enclos paroissial, dans un site élevé, boisé et vallonné, dominant le Val de Saire, dans le petit bourg de Montaigu-la-Brisette, dans le département français de la Manche.

## Historique
Selon le livre noir de la cathédrale de Coutances rédigé au XIIe siècle, le patronage appartenait à Henri d'Anneville. Dans le livre blanc, rédigé au XIVe siècle, il est indiqué qu'il était tenu par Jehan d'Anneville et Richard de Campo Rotondo et jean, curé du Lorey.

## Description
L'église d'origine romane a des chapelles latérales datant des XVIe – XVIIe siècles.
L'enclos paroissial, qui est planté de beaux arbres, renferme, outre le cimetière, une petite chapelle dédiée à sainte Anne de la fin du Moyen Âge (XIIIe – XVIe siècles), un ossuaire, un oratoire dédié à saint Martin sur une fontaine miraculeuse (XIIIe siècle) et un calvaire. Sur le portail occidental du XIIIe siècle, sculpté en haut-relief sur le tympan est représentée une charité de saint Martin où le saint partage son manteau (il s'agirait du plus ancien relief de ce saint en Normandie).

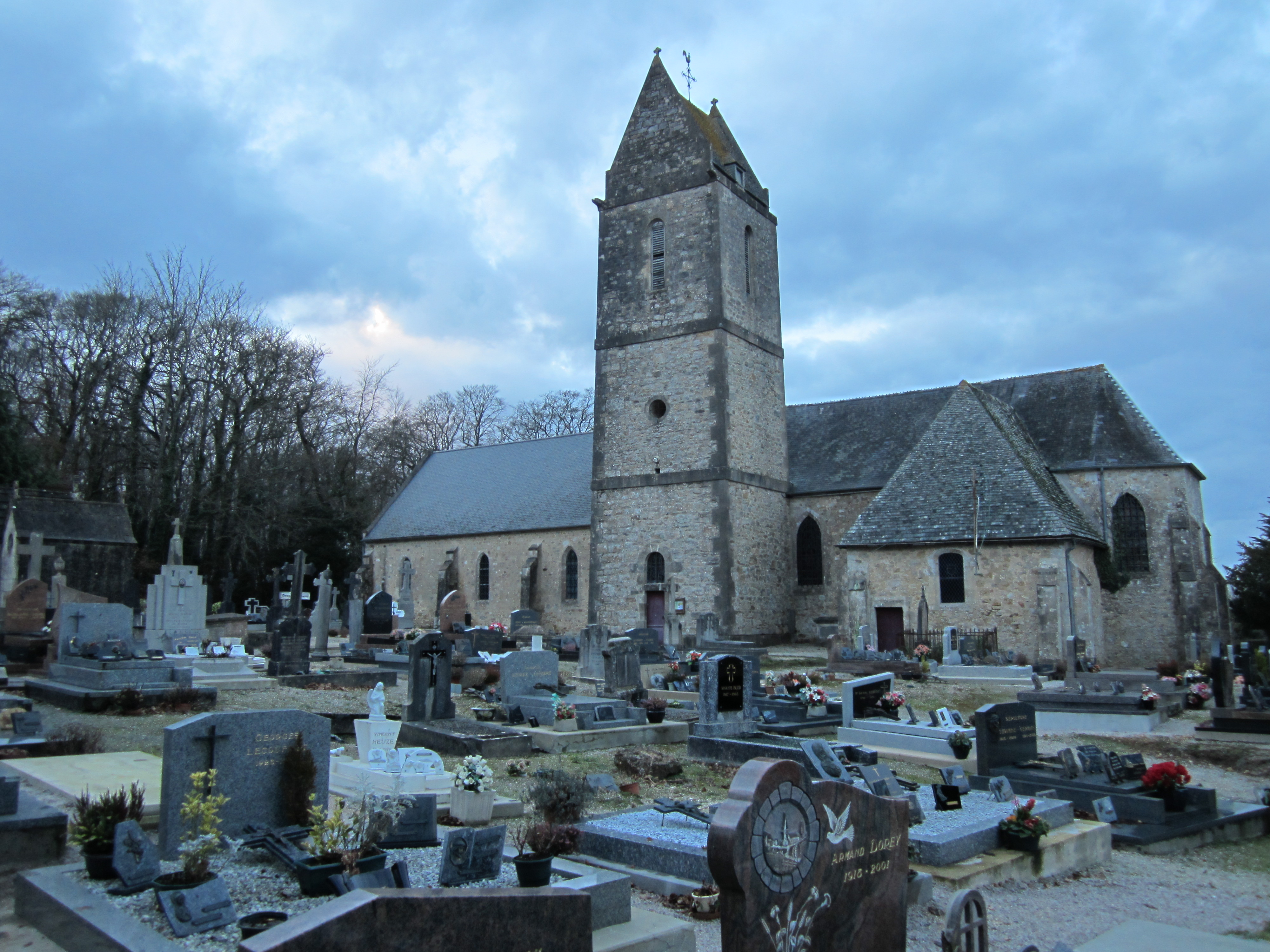
Vue du sud-est.
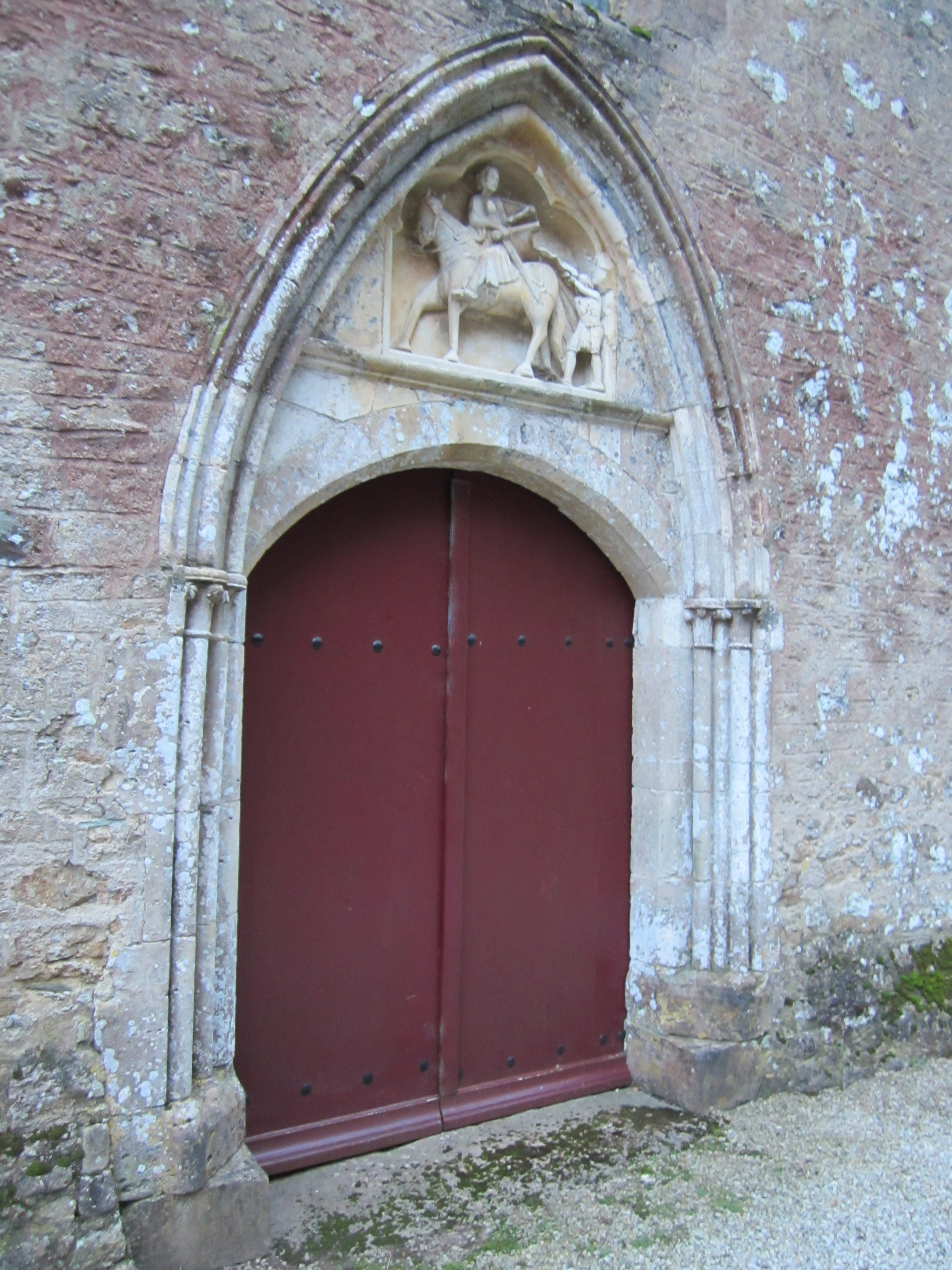
Le portail occidental représentant saint Martin.
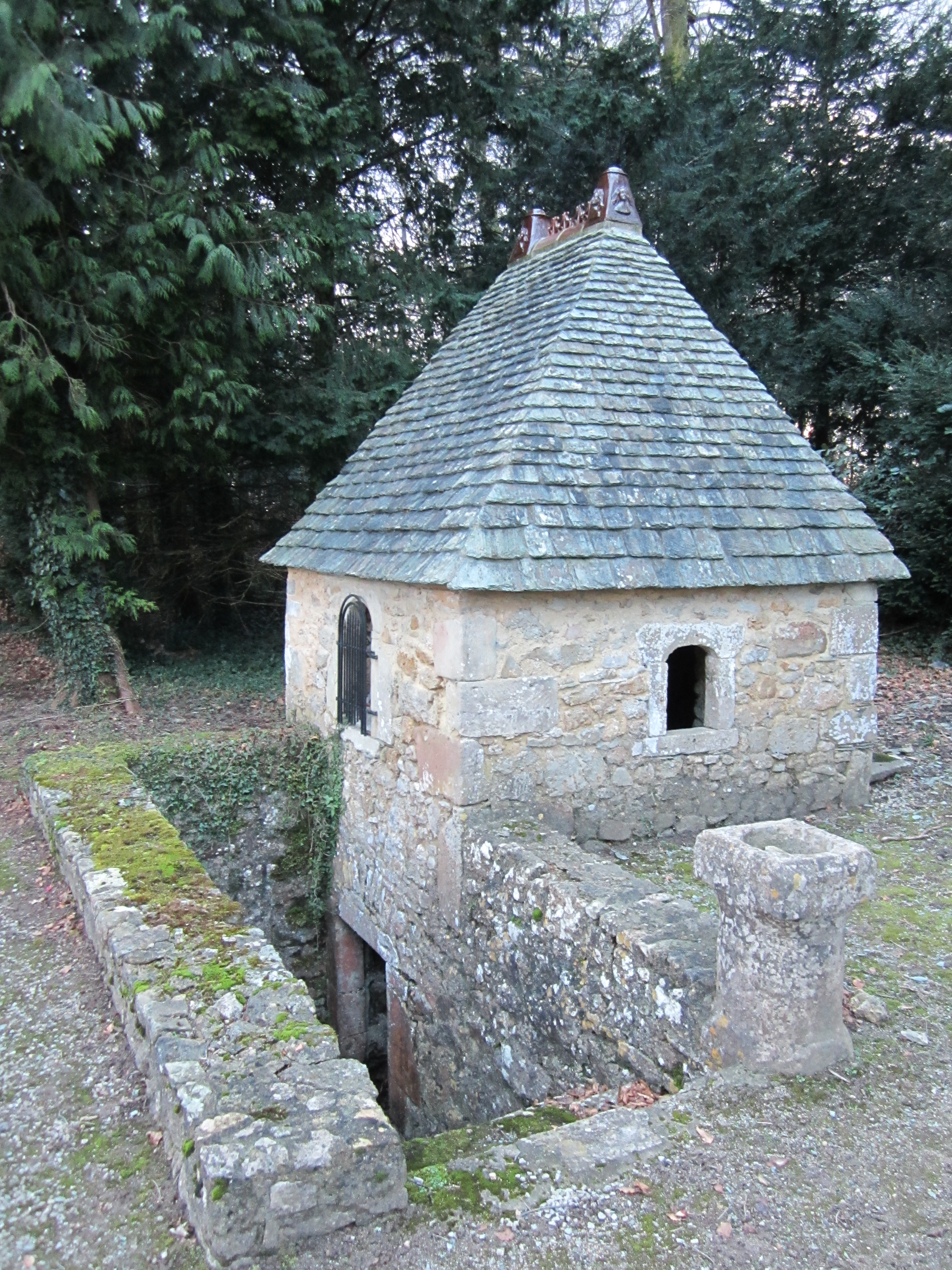
La fontaine miraculeuse.
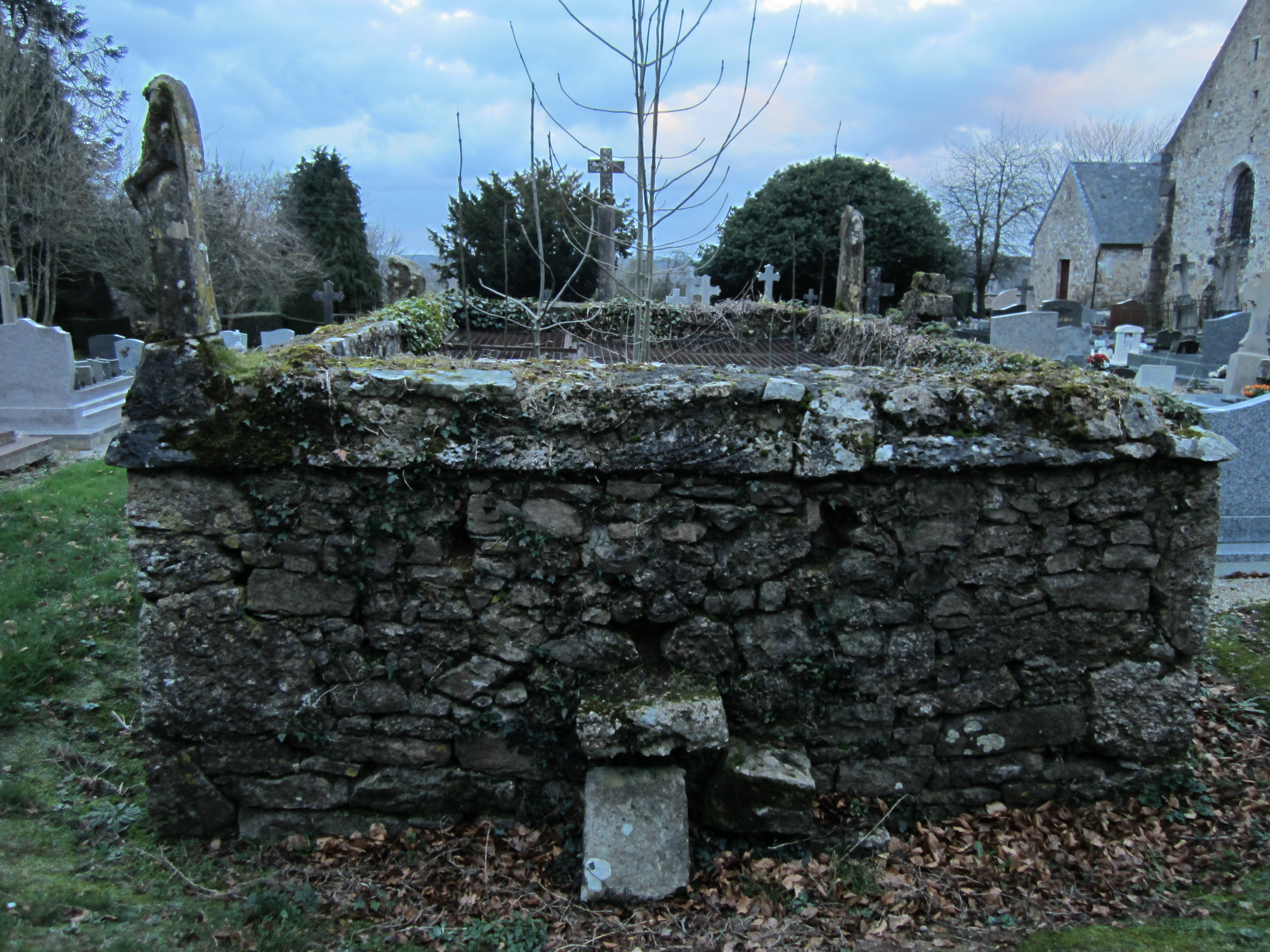
L'ossuaire.

## Protection
L'église et l'enclos paroissial, y compris l'ossuaire, le calvaire et la fontaine, sont inscrits au titre des monuments historiques par arrêté du 23 janvier 1970.

## Mobilier
L'église abrite diverses œuvres classées au titre objet aux monuments historiques en 1905, 1914, 1968 et 1976, dont : un haut-relief la charité de saint Martin du XIIIe siècle, un maître-autel avec tabernacle, retable, tableau de l'Assomption et des reliquaires des XVIIIe – XIXe siècles, des autels secondaires du XVIIIe siècle, des statues de saint Jean apôtre du XVIIe siècle, saint Martin, évêque du XVIIe siècle, saint Sébastien du XVIIIe siècle, saint Nicolas du XVIIIe siècle, saint Jacques du XIVe siècle, saint Michel du XIVe siècle, une Vierge à l'Enfant du XIVe siècle, et un Christ en croix du XVIIe siècle.
Parmi le mobilier, on peut également citer un rosaire daté de 1699.